# Petrologi

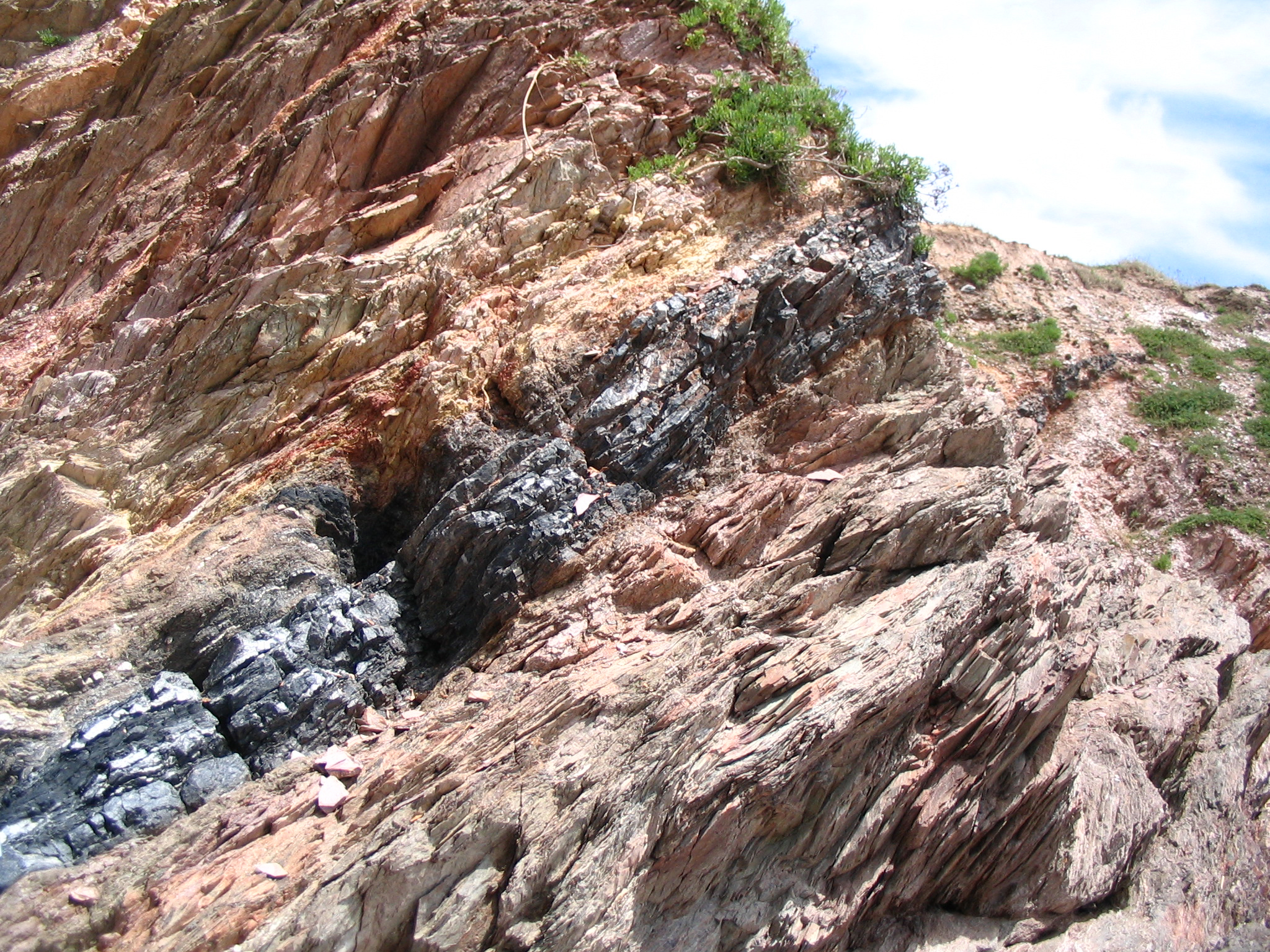
Mörk alunskiffer vid Brétignolles, Vendée, Frankrike.

Petrologi är läran om bergarter och deras uppkomst, egenskaper och användning. Benämningen är härledd från grekiskans πετρος (petros, på latin petrus), som betyder sten eller klippa. Petrologin är ett delområde inom geovetenskap och utgör ett område mellan mineralogin, som specifikt handlar om de bergarter som utnyttjas som mineral, och geologin, som behandlar jord- och bergarter i största allmänhet.
Som självständig vetenskap utvecklades ämnet på 1870-talet, bland ämnets pionjärer märks Henry Clifton Sorby, Harry Rosenbusch och Auguste Michel-Lévy.